# Кесарійський тип тексту
Кесарійський тип тексту — це один з чотирьох головних типів новозавітного тексту. Назву запроваджено Б. Х. Стрітером, який ідентифікував цей тип в 1924 році. Деякі дослідники вважають його сумішшю Александрійського і Західного типів новозавітного тексту.
До сьогодні не збереглися ранні рукописи цього тексту.

## Свідки кесарійського типу тексту
Головними свідками цього типу тексту є Вашингтонський кодекс, Кодекс Корідеті, сім'я 1 і сім'я 13.
Кесарійський тип тексту відображають старосірійскіе (Syr s і Syr c) і  вірменські переклади, цитують Ориген (частково),  Євсевій та Кирило Єрусалимський.
| Позначення         | Назва                     | Дата       | Рукопис включає     |
| Θ (038)            | Кодекс Корідеті           | IX         | Марко               |
| W (032)            | Вашингтонський кодекс     | V          | Марко 5,31—16,20    |
| p42                | Папірус 42                | VII/VIII   | Лука 1-2            |
| 28                 | minuscule 28              | XI         | Євангеліє           |
| 565                | minuscule 565             | IX         | Євангеліє           |
| 700                | minuscule 700             | XI         | Євангеліє           |
| 1 and rest of f1   | minuscule 1 118, 131, 209 | XII XI-XV  | Євангеліє           |
| 13 and rest of f13 | minuscule 13 69, 124, 346 | XIII XI-XV | Євангеліє Євангеліє |

## Особливості кесарійського тексту
Деякі свідки кесарійського тексту містять так званий «єрусалимський колофон».
На думку окремих дослідників, це найкращий тип тексту (Стрітер).